# Sancy-les-Cheminots
Pour les articles homonymes, voir Sancy.
Sancy-les-Cheminots est une commune française située dans le département de l'Aisne, en région Hauts-de-France.

## Géographie
Le village de Sancy-les-Cheminots est situé dans le département de l'Aisne de la région de la Picardie. Le village de Sancy-les-Cheminots appartient à l'arrondissement de Soissons et au canton de Vailly-sur-Aisne.
La population de Sancy-les-Cheminots était de 106 au recensement de 1999, de 110 en 2006 et de 111 en 2007. Le nombre de personnes ayant une résidence secondaire à Sancy-les-Cheminots était de 3 en 2006. Le code Insee du village de Sancy-les-Cheminots est le 02698. Le code postal du village de Sancy-les-Cheminots est le 02880.
L'altitude de Sancy-les-Cheminots est de 110 mètres environ. La superficie de Sancy-les-Cheminots est de 4,53 km2. La densité de population de Sancy-les-Cheminots est de 24,50 habitants par km2. La latitude de Sancy-les-Cheminots est de 49,433 degrés et la longitude de Sancy-les-Cheminots est de 3,472 degrés. Les villes et villages proches de Sancy-les-Cheminots sont : Nanteuil-la-Fosse (02) à 1,48 km, Celles-sur-Aisne (02) à 3,03 km, Aizy-Jouy (02) à 3,26 km, Allemant (02) à 3,37 km, Laffaux (02) à 3,71 km (les distances avec ces communes proches de Sancy-les-Cheminots sont calculées à vol d'oiseau - Voir la liste des villes de l'Aisne).

### Communes limitrophes

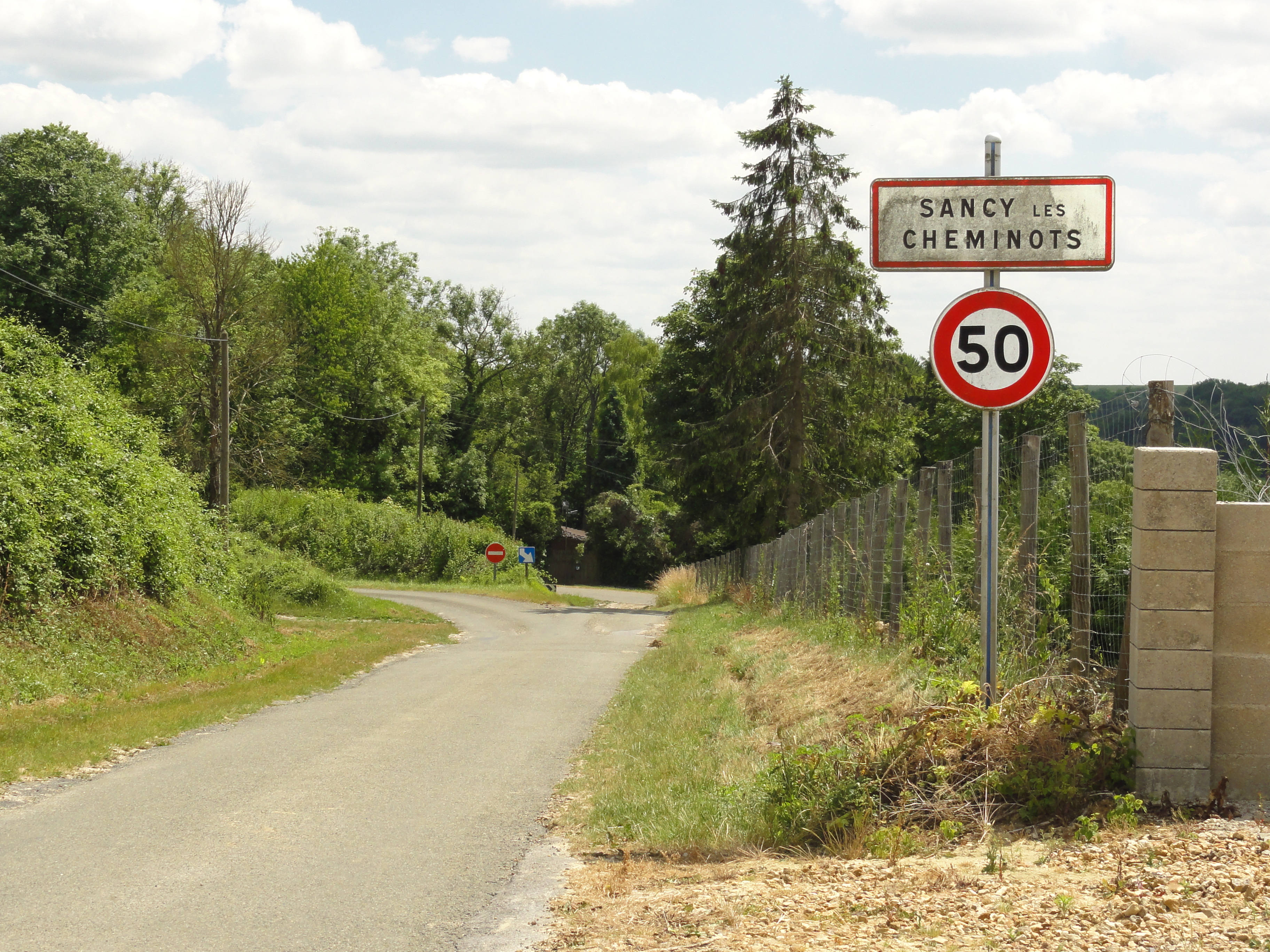
Entrée de Sancy-les-Cheminots.

### Hydrographie

#### Réseau hydrographique
La commune est située dans le bassin Seine-Normandie. Elle est drainée par le cours d'eau 01 de la commune de Celles-sur-Aisne et le cours d'eau 01 des Vignards,,.

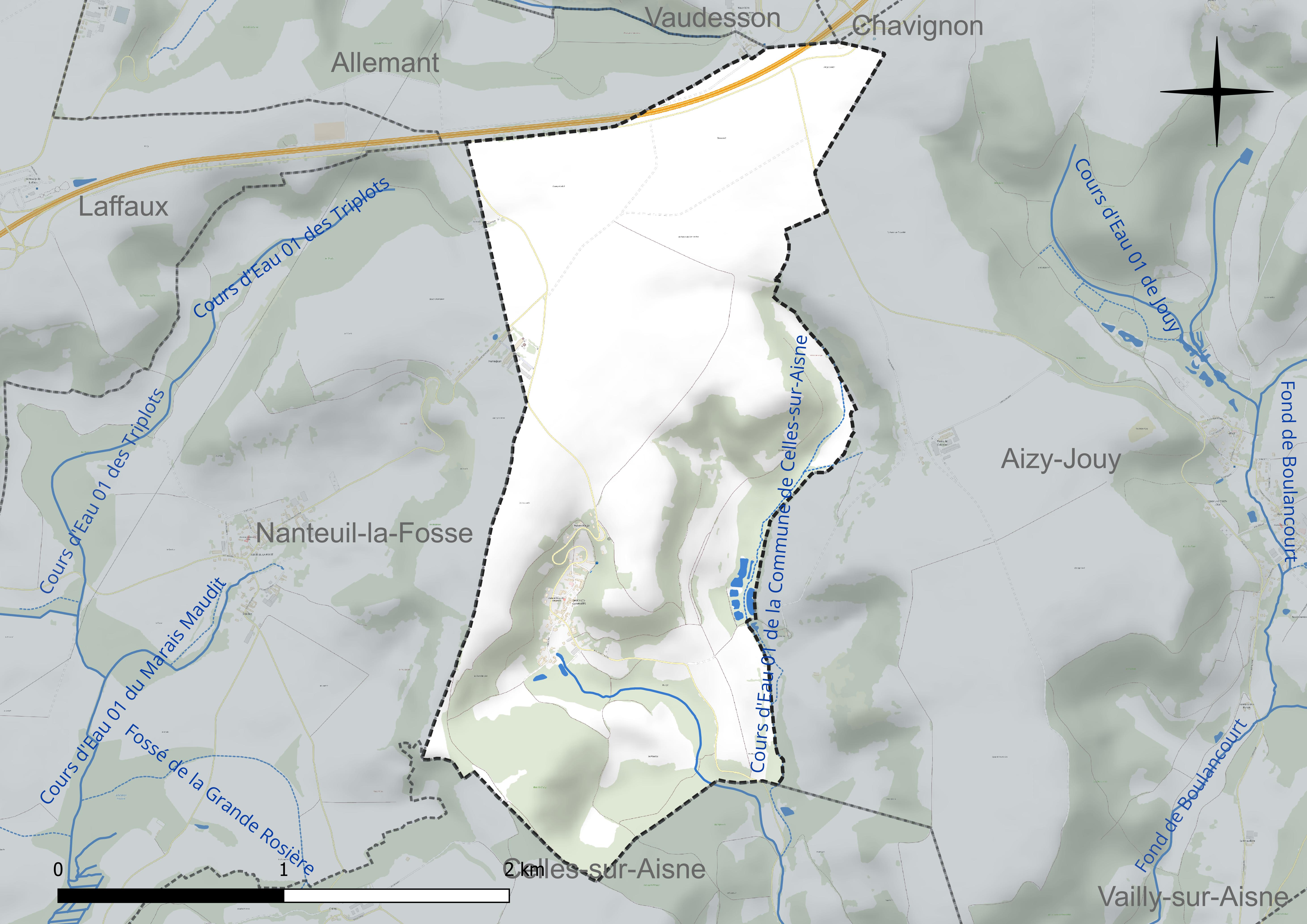
Réseau hydrographique de Sancy-les-Cheminots.

#### Gestion et qualité des eaux
Le territoire communal est couvert par le schéma d'aménagement et de gestion des eaux (SAGE) « Aisne Vesle Suippe ». Ce document de planification, dont le territoire s'étend sur 3 096 km2 répartis sur trois départements (Aisne, Marne et Ardennes) et deux régions (Champagne-Ardenne et Picardie), a été approuvé le 16 décembre 2013. La structure porteuse de l'élaboration et de la mise en œuvre est le Syndicat d'aménagement des bassins Aisne Vesle Suippe (SIABAVES).
La qualité des cours d'eau peut être consultée sur un site spécial géré par les agences de l'eau et l'Agence française pour la biodiversité.

### Climat
Pour des articles plus généraux, voir Climat des Hauts-de-France et Climat de l'Aisne.
En 2010, le climat de la commune est de type climat océanique dégradé des plaines du Centre et du Nord, selon une étude du CNRS s'appuyant sur une série de données couvrant la période 1971-2000. En 2020, Météo-France publie une typologie des climats de la France métropolitaine dans laquelle la commune est exposée à un climat océanique altéré et est dans la région climatique Nord-est du bassin Parisien, caractérisée par un ensoleillement médiocre, une pluviométrie moyenne régulièrement répartie au cours de l'année et un hiver froid (3 °C).
Pour la période 1971-2000, la température annuelle moyenne est de 10,1 °C, avec une amplitude thermique annuelle de 15,2 °C. Le cumul annuel moyen de précipitations est de 714 mm, avec 12 jours de précipitations en janvier et 8,6 jours en juillet. Pour la période 1991-2020, la température moyenne annuelle observée sur la station météorologique la plus proche, située sur la commune de Braine à 11 km à vol d'oiseau, est de 11,3 °C et le cumul annuel moyen de précipitations est de 662,7 mm,. Pour l'avenir, les paramètres climatiques de la commune estimés pour 2050 selon différents scénarios d'émission de gaz à effet de serre sont consultables sur un site spécial publié par Météo-France en novembre 2022.

## Urbanisme

### Typologie
Au 1er janvier 2024, Sancy-les-Cheminots est catégorisée commune rurale à habitat dispersé, selon la nouvelle grille communale de densité à 7 niveaux définie par l'Insee en 2022.
Elle est située hors unité urbaine. Par ailleurs la commune fait partie de l'aire d'attraction de Soissons, dont elle est une commune de la couronne,. Cette aire, qui regroupe 92 communes, est catégorisée dans les aires de 50 000 à moins de 200 000 habitants,.

### Occupation des sols
L'occupation des sols de la commune, telle qu'elle ressort de la base de données européenne d'occupation biophysique des sols Corine Land Cover (CLC), est marquée par l'importance des territoires agricoles (74,3 % en 2018), une proportion identique à celle de 1990 (74,3 %). La répartition détaillée en 2018 est la suivante : 
terres arables (66,1 %), forêts (25,7 %), zones agricoles hétérogènes (5,5 %), prairies (2,8 %).
L'évolution de l'occupation des sols de la commune et de ses infrastructures peut être observée sur les différentes représentations cartographiques du territoire : la carte de Cassini (XVIIIe siècle), la carte d'état-major (1820-1866) et les cartes ou photos aériennes de l'IGN pour la période actuelle (1950 à aujourd'hui).

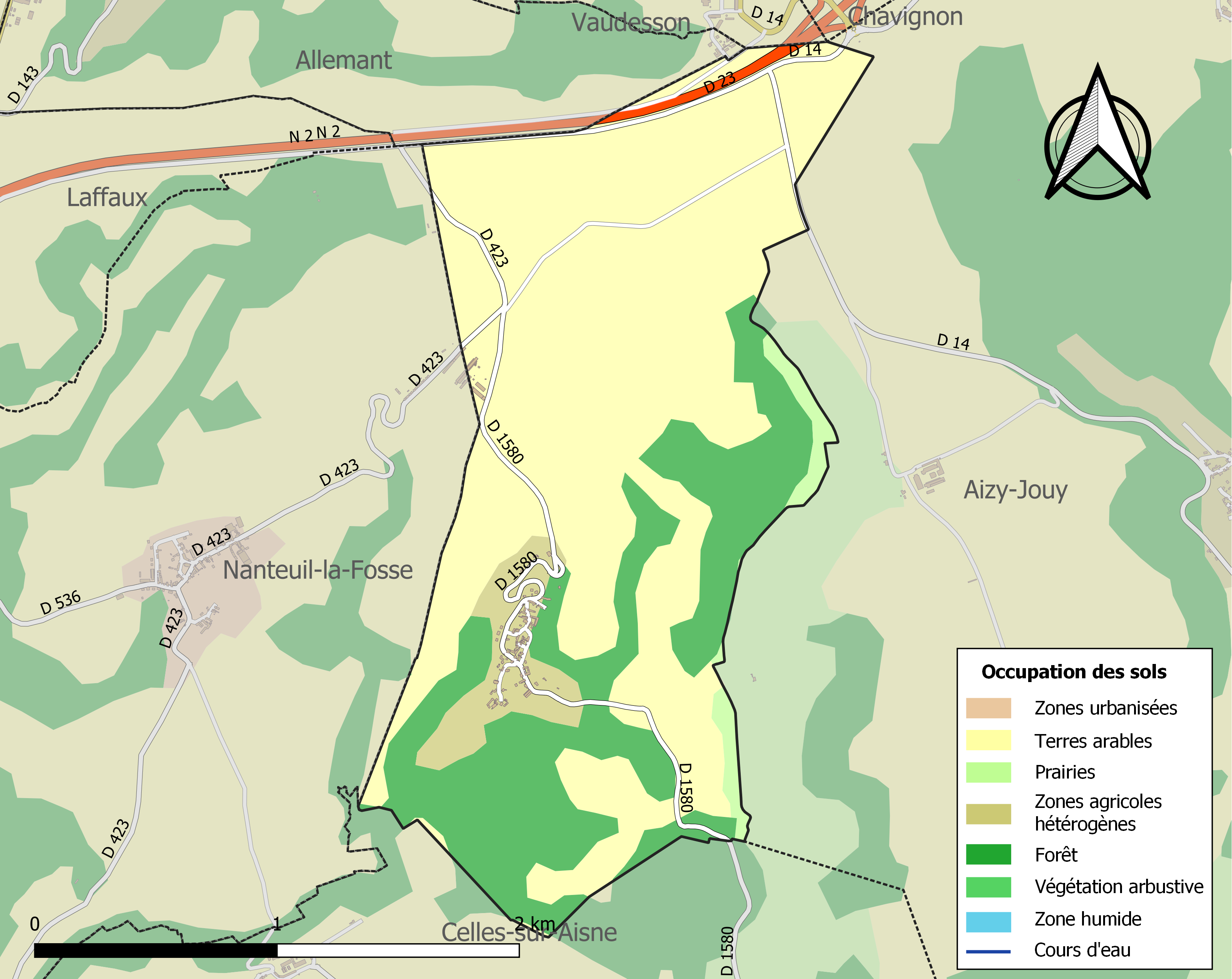
Carte de l'occupation des sols de la commune en 2018 (CLC).

## Toponymie
Le nom de la localité est attesté sous les formes Sansi (1340) ; Sanssy (1384) ; Sansy (1389).
La commune honore les cheminots dans son nom. Sancy, n'a jamais eu de voie ferrée : elle doit son nom, complété, en 1929, à la solidarité des employés des chemins de fer pour la reconstruction de ce village anéanti entre 1914 et 1918, animée par Henri-Paul Busquet, chef de bureau de la Compagnie de l'État qui y avait perdu son ﬁls, mort dans l'église de Sancy le 3 novembre 1914.

## Histoire
Lieu de naissance présumé de saint Ouen aux alentours de l'an 603.
Grâce à Henri-Paul Busquet, chef du bureau des chemins de fer de l'État et père de Lucien Busquet, mort dans l'église de Sancy le 3 novembre 1914, l'œuvre de Sancy voit le jour et le village renaît de ses cendres. Aidé dans un premier temps par les cheminots puis par les Dames Américaines, le village va être entièrement reconstruit en 1928, et est aujourd'hui un lieu de vie et de mémoire.

## Politique et administration

### Découpage territorial
La commune de Sancy-les-Cheminots est membre de la communauté de communes du Val de l'Aisne, un établissement public de coopération intercommunale (EPCI) à fiscalité propre créé le 28 décembre 1994 dont le siège est à Presles-et-Boves. Ce dernier est par ailleurs membre d'autres groupements intercommunaux.
Sur le plan administratif, elle est rattachée à l'arrondissement de Soissons, au département de l'Aisne et à la région Hauts-de-France. Sur le plan électoral, elle dépend du  canton de Fère-en-Tardenois pour l'élection des conseillers départementaux, depuis le redécoupage cantonal de 2014 entré en vigueur en 2015, et de la cinquième circonscription de l'Aisne  pour les élections législatives, depuis le dernier découpage électoral de 2010.

### Administration municipale
| Période                                  | Période                       | Identité             | Étiquette | Qualité                                                   |
| ---------------------------------------- | ----------------------------- | -------------------- | --------- | --------------------------------------------------------- |
| Les données manquantes sont à compléter. |                               |                      |           |                                                           |
|                                          |                               | Jean-Jacques Wilquin |           |                                                           |
| Les données manquantes sont à compléter. |                               |                      |           |                                                           |
| mars 2001                                | mars 2008                     | Jean Deligny         |           |                                                           |
| mars 2008                                | En cours (au 13 juillet 2020) | Michel Lemaire       | SE        | Retraité Fonction publique Réélu pour le mandat 2020-2026 |

## Démographie
L'évolution du nombre d'habitants est connue à travers les recensements de la population effectués dans la commune depuis 1793. Pour les communes de moins de 10 000 habitants, une enquête de recensement portant sur toute la population est réalisée tous les cinq ans, les populations de référence des années intermédiaires étant quant à elles estimées par interpolation ou extrapolation. Pour la commune, le premier recensement exhaustif entrant dans le cadre du nouveau dispositif a été réalisé en 2004.

En 2022, la commune comptait 98 habitants, en évolution de −2 % par rapport à 2016 (Aisne : −1,97 %, France hors Mayotte : +2,11 %).
| 1793 | 1800 | 1806 | 1821 | 1831 | 1836 | 1841 | 1846 | 1851 |
| ---- | ---- | ---- | ---- | ---- | ---- | ---- | ---- | ---- |
| 209  | 240  | 257  | 274  | 315  | 297  | 305  | 266  | 253  |

| 1856 | 1861 | 1866 | 1872 | 1876 | 1881 | 1886 | 1891 | 1896 |
| ---- | ---- | ---- | ---- | ---- | ---- | ---- | ---- | ---- |
| 233  | 233  | 235  | 233  | 214  | 203  | 187  | 195  | 197  |

| 1901 | 1906 | 1911 | 1921 | 1926 | 1931 | 1936 | 1946 | 1954 |
| ---- | ---- | ---- | ---- | ---- | ---- | ---- | ---- | ---- |
| 149  | 175  | 155  | 61   | 112  | 76   | 78   | 86   | 81   |

| 1962 | 1968 | 1975 | 1982 | 1990 | 1999 | 2004 | 2006 | 2009 |
| ---- | ---- | ---- | ---- | ---- | ---- | ---- | ---- | ---- |
| 75   | 49   | 48   | 64   | 85   | 106  | 113  | 110  | 113  |

| 2014 | 2019 | 2022 | - | - | - | - | - | - |
| ---- | ---- | ---- | - | - | - | - | - | - |
| 99   | 101  | 98   | - | - | - | - | - | - |

## Culture locale et patrimoine

### Lieux et monuments
- Église Saint-Ouen de Sancy-les-Cheminots, construite après 1918. Deux plaques sur le mur du porche commémorent les bienfaiteurs de la reconstruction de l'église et du village.
- Monument aux morts, commémorant les 5 habitants du village morts pour la France.
- Une fontaine-lavoir.
- Le Jardin du Souvenir

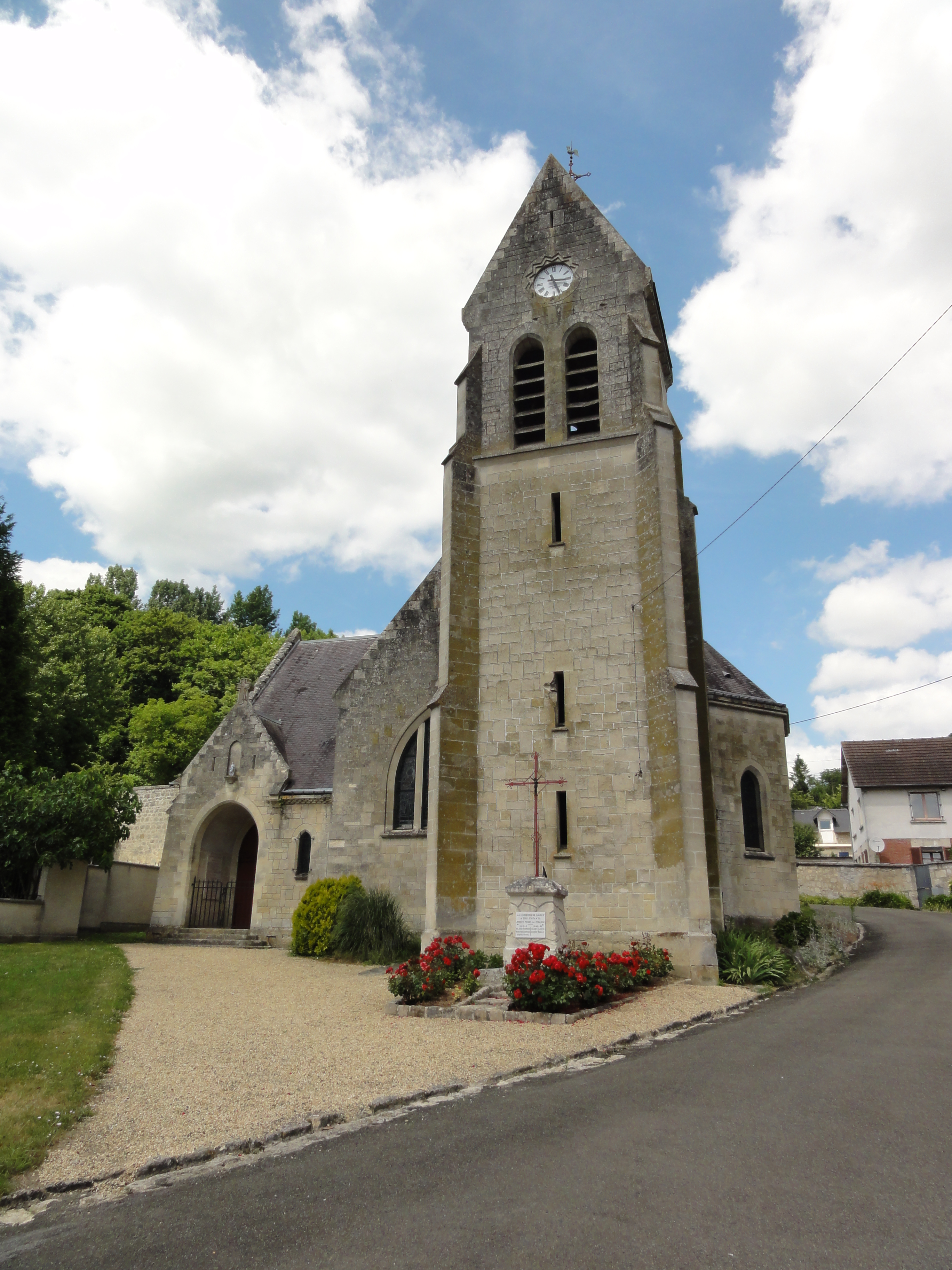
Église Saint-Ouen.
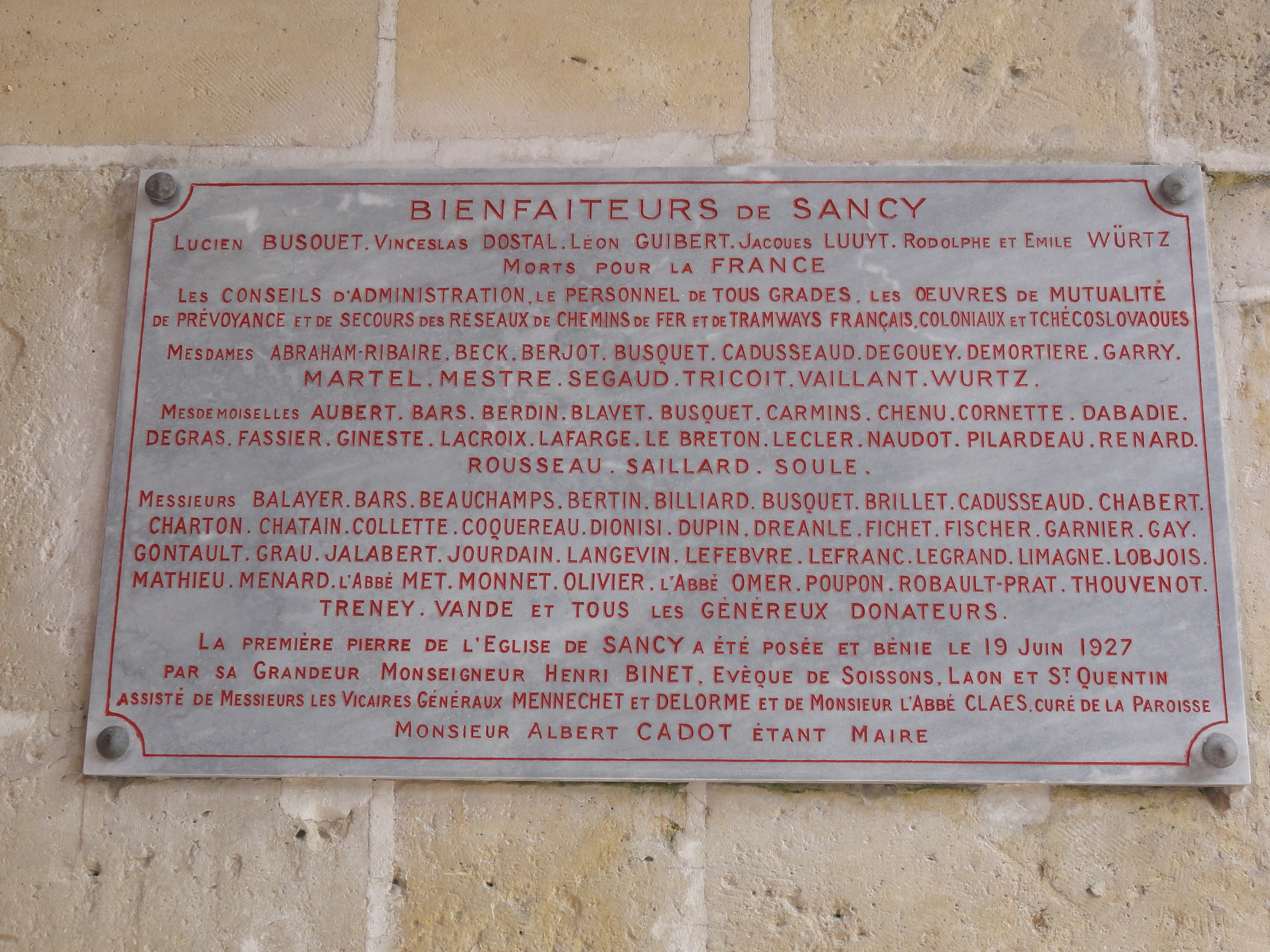
Plaque bienfaiteurs de Sancy.
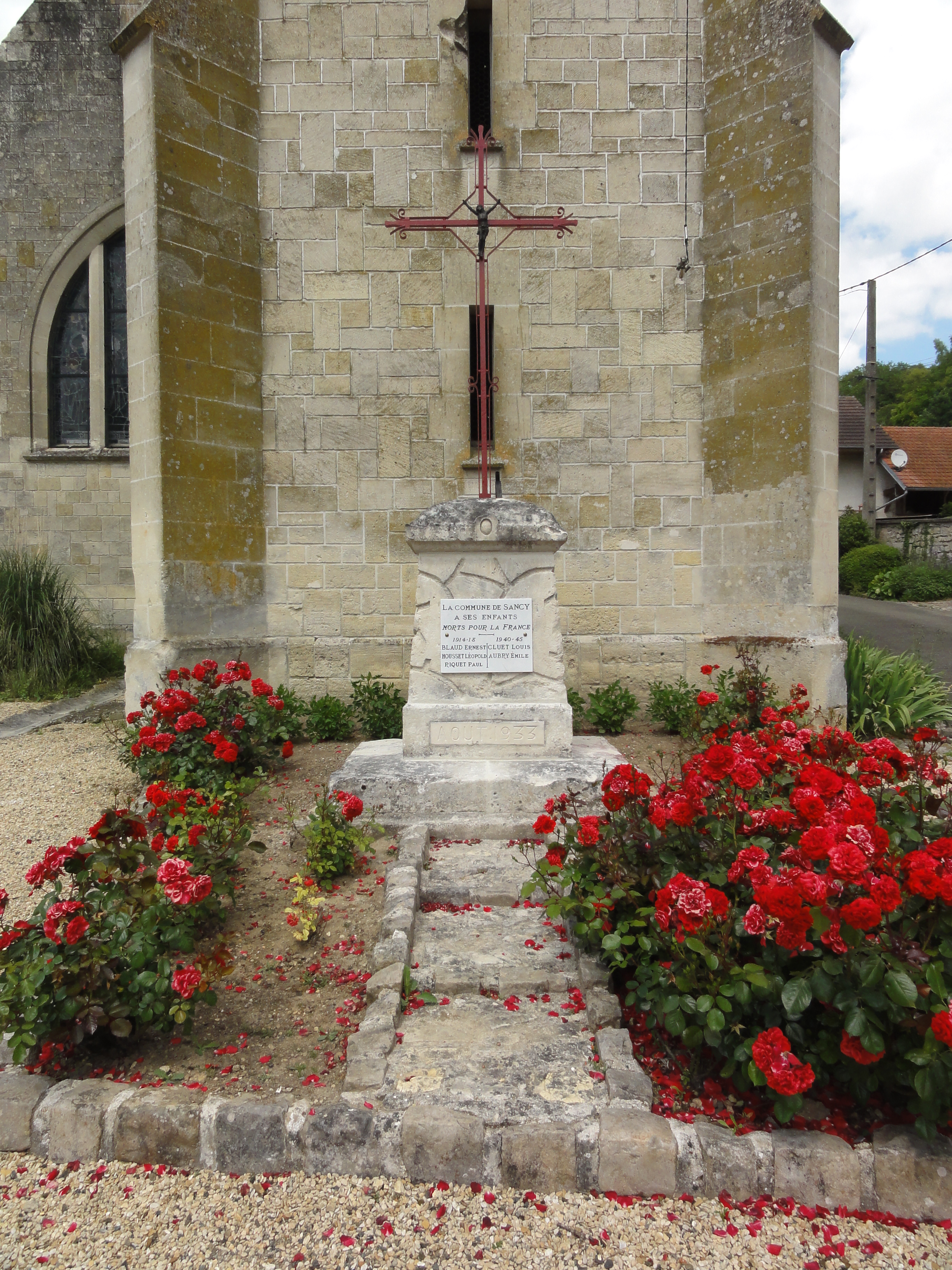
Monumnent aux morts.

### Personnalités liées à la commune
- Ouen de Rouen, évêque de Rouen et saint catholique.

### Héraldique
| Blason de Sancy-les-Cheminots | Blason  | D'azur à une section de rail de sable* sommé d'une étoile d'or, accosté de 2 branches d'olivier d'argent, fruitées de sable, les tiges passées en sautoir. Ornements extérieursCroix de guerre 1914-1918 |
| Blason de Sancy-les-Cheminots | Détails | * Il y a là non-respect de la règle de contrariété des couleurs : ces armes sont fautives. Armes parlantes. Le statut officiel du blason reste à déterminer.                                             |